# Second Avenue Subway
La Second Avenue Subway (ufficialmente linea IND Second Avenue e spesso abbreviata con l'acronimo SAS) è una linea, intesa come infrastruttura, della metropolitana di New York situata a Manhattan nell'Upper East Side. È utilizzata dalla linea Q e la prima sezione è stata aperta il 1º gennaio 2017.

## Storia
La linea venne originariamente proposta nel 1919, come parte del massiccio piano di espansione dell'Independent Subway System. La Grande depressione schiacciò tuttavia l'economia dello Stato di New York e i lavori non iniziarono mai. Nel frattempo, in previsione di questa nuova linea, le linee sopraelevate IRT Second Avenue e IRT Third Avenue vennero demolite lasciando solo la linea IRT Lexington Avenue a servire l'Upper East Side, che infatti in breve tempo diventò la più affollata della rete, con circa 1,3 milioni di passeggeri al giorno.
Dopo numerose false partenze, i lavori della fase 1 sono partiti nel 2007 e si sono conclusi nel 2017. La costruzione della fase due dovrebbe invece iniziare nel 2022, mentre le fasi 3 e 4 sono ancora prive di copertura finanziaria.
Proprio a causa della sua difficile genesi la linea è anche nota come The Line That Time Forgot.

## Percorso
|  | Unknown route-map component "uextKDSTa" |

| Unknown route-map component "utCONTg" |  | Unused urban tunnel straight track |  |

| Unknown route-map component "uextENDEaq" | Unknown route-map component "uextSTRq" + Unknown route-map component "utHSTACC" + Unknown route-map component "HUBaq" | Unknown route-map component "uextHSTACCq" + Unknown route-map component "HUBeq" | Unknown route-map component "uextABZg+r" |  |  |

| Unknown route-map component "utCONTf" |  | Unused urban tunnel straight track |  |

|  | Unknown route-map component "uextHSTACC" |

|  | Unknown route-map component "uextHSTACC" |

|  | Unknown route-map component "utENDExa" |

|  | Unknown route-map component "utHSTACC" |

|  | Unknown route-map component "utHSTACC" |

|  | Unknown route-map component "utHSTACC" |

| Unknown route-map component "utCONTgq" | Unknown route-map component "uxtABZgr" |

|  | Unused urban tunnel straight track + Unknown route-map component "GRZq" |

|  | Unknown route-map component "utCONTgq" | Unknown route-map component "uextSTR+l" + Unknown route-map component "uxtKRZt" | Unknown route-map component "utCONTfq" |

| Unknown route-map component "utLSTR+l" | Unknown route-map component "utSTRq" | Unknown route-map component "uxtKRZt" | Unknown route-map component "utCONTfq" |

| Unknown route-map component "HUBc2" | Unknown route-map component "uextHSTACC" + Unknown route-map component "HUB3" |

| Unknown route-map component "utCONTgq" | Unknown route-map component "utHSTq" + Unknown route-map component "lHSTACC" + Unknown route-map component "HUB1" | Unknown route-map component "uxtKRZt" + Unknown route-map component "HUBc4" | Unknown route-map component "utCONTfq" |

| Unknown route-map component "HUBc2" | Unknown route-map component "uextHSTACC" + Unknown route-map component "HUB3" |

| Unknown route-map component "utCONTgq" | Unknown route-map component "utHSTq" + Unknown route-map component "lHSTACC" + Unknown route-map component "HUB1" | Unknown route-map component "uxtKRZt" + Unknown route-map component "HUBc4" | Unknown route-map component "utCONTfq" |

|  | Unknown route-map component "uextHSTACC" |

|  | Unknown route-map component "uextHSTACC" |

| Unknown route-map component "HUBc2" | Unknown route-map component "uextHSTACC" + Unknown route-map component "HUB3" |

| Unknown route-map component "utCONTgq" | Unknown route-map component "utHSTq" + Unknown route-map component "HUB1" | Unknown route-map component "uxtKRZt" + Unknown route-map component "HUBc4" | Unknown route-map component "utCONTfq" |

|  |  | Unknown route-map component "uextHSTACC" + Unknown route-map component "HUB2" | Unknown route-map component "HUBc3" |

| Unknown route-map component "utCONTgq" | Unknown route-map component "utSTRq" | Unknown route-map component "utABZq+r" | Unknown route-map component "uxtKRZt" + Unknown route-map component "HUBc1" | Unknown route-map component "utHSTq" + Unknown route-map component "HUB4" | Unknown route-map component "utCONTfq" |

|  | Unknown route-map component "utABZgl" | Unknown route-map component "uxtKRZt" | Unknown route-map component "utCONTfq" |

| Unknown route-map component "utCONTgq" | Unknown route-map component "utKRZto" | Unknown route-map component "uxtKRZt" | Unknown route-map component "utCONTfq" |

| Urban tunnel straight track | Unused urban tunnel straight track + Unknown route-map component "GRZq" |

| Urban tunnel stop on track + Unknown route-map component "HUBaq" | Unknown route-map component "uextHSTACC" + Unknown route-map component "HUBeq" |

|  | Unknown route-map component "utSTRl" | Unknown route-map component "uxtKRZt" | Unknown route-map component "utCONTfq" |

| Unknown route-map component "utLSTRl" | Unknown route-map component "utSTRq" | Unknown route-map component "uxtKRZt" | Unknown route-map component "utCONTfq" |

|  | Unknown route-map component "uextHSTACC" |

|  | Unknown route-map component "uextHSTACC" |

|  | Unknown route-map component "utCONTgq" | Unknown route-map component "uxtKRZt" | Unknown route-map component "utCONTfq" |

|  | Unknown route-map component "utCONTgq" | Unknown route-map component "uxtKRZt" | Unknown route-map component "utCONTfq" |

|  | Unknown route-map component "uextHSTACC" |

|  |  | Unknown route-map component "uextENDEe" |